# Wimbledon-mesterskabet i mixed double 2024
Wimbledon-mesterskabet i mixed double 2024 var den 101. turnering om Wimbledon-mesterskabet i mixed double. Turneringen var en del af Wimbledon-mesterskaberne 2024 og blev spillet i All England Lawn Tennis and Croquet Club i London, Storbritannien i perioden 7. - 14. juli 2024 med deltagelse af 32 par. De første mixed double-kampe ved mesterskaberne skulle egentlig have været spillet den 5. juli, men på grund af vedvarende regnvejr, kom mixed double-kampene først i gang den 7. juli. Eftersom udbredt regn fortsatte de følgende dage, måtte arrangørerne meddele, at det ikke længere var muligt at overholde den oprindelige plan om at spille mixed double-finalen torsdag den 11. juli, og derfor blev finaleprogrammet lavet om, så finalen i denne række i stedet blev afviklet søndag den 14. juli.
Mesterskabet blev vundet af Jan Zieliński og Hsieh Su-Wei, som i finalen besejrede Giuliana Olmos og Santiago González med 6-4, 6-2 på en time og 16 minutter i en kamp, hvor de ikke havde en eneste breakbold imod sig. Zieliński og Hsieh vandt deres anden grand slam-titel som makkere i deres blot tredje turnering sammen, idet de havde indledt deres samarbejde med at vinde Australian Open tidligere på sæsonen, inden de ved Roland-Garros nåede semifinalen. Den 7.-seedede polsk-taiwanske duo tabte blot et enkelt sæt i løbet af turneringen. Triumfen var Hsiehs anden grand slam-titel i mixed double og niende grand slam-titel i alt. Zieliński havde ikke tidligere vundet andre grand slam-titler end de to mixed double-titler. Hsieh vandt sit femte Wimbledon-mesterskab, idet hun i forvejen havde fire damedoubletitler, mens titlen var Jan Zielińskis første i SW19.

Giuliana Olmos og Santiago González var det første rent mexicanske par i Wimbledon-finalen i mixed double.
De forsvarende mestre, Mate Pavić og Ljudmyla Kitjenok, vandt deres kamp i første runde, men trak sig derefter fra turneringen.
Siden Ruslands invasion af Ukraine i begyndelsen af 2022 havde tennissportens styrende organer, WTA, ATP, ITF og de fire grand slam-turneringer, tilladt, at spillere fra Rusland og Hviderusland fortsat kunne deltage i grand slam-turneringer samt turneringer på ATP Tour og WTA Tour, men de kunne ikke stille op under landenes navne eller flag, og spillerne fra de to lande deltog derfor i turneringen under neutralt flag.

## Pengepræmier
Den samlede præmiesum til spillerne i mixed double androg £ 465.000 (ekskl. per diem), hvilket var en stigning på 3,8 % i forhold til året før.
| Resultat               | Pengepræmier | Pengepræmier | Ændring ift. 2023 |
| Resultat               | Pr. par      | Total        | Ændring ift. 2023 |
| ---------------------- | ------------ | ------------ | ----------------- |
| Vindere (1)            | £ 130.000    | £ 130.000    | +1,6 %            |
| Finalister (1)         | £ 65.000     | £ 65.000     | +1,6 %            |
| Semifinalister (2)     | £ 33.000     | £ 66.000     | +3,1 %            |
| Kvartfinalister (4)    | £ 17.000     | £ 68.000     | +3,0 %            |
| Tabere i 2. runde (8)  | £ 8.500      | £ 68.000     | +9,7 %            |
| Tabere i 1. runde (16) | £ 4.250      | £ 68.000     | +6,3 %            |
| Samlet præmiesum       | -            | £ 465.000    | +3,8 %            |

## Turnering

### Deltagere
Turneringen havde deltagelse af 32 par, der var fordelt på:
- 26 direkte kvalificerede par i form af deres ranglisteplacering.
- 6 par, der havde modtaget et wildcard.

#### Seedede spillere
De 8 bedste par blev seedet:
| Seedning | Rang. | Spiller                         | Resultat        |
| -------- | ----- | ------------------------------- | --------------- |
| 1        | 10    | Matthew Ebden Ellen Perez       | Første runde    |
| 2        | 23    | Michael Venus Erin Routliffe    | Semifinalister  |
| 3        | 24    | Mate Pavić Ljudmyla Kitjenok    | Anden runde     |
| 4        | 26    | Austin Krajicek Laura Siegemund | Første runde    |
| 5        | 26    | Andrea Vavassori Sara Errani    | Første runde    |
| 6        | 26    | Neal Skupski Desirae Krawczyk   | Kvartfinalister |
| 7        | 29    | Jan Zieliński Hsieh Su-Wei      | Mestre          |
| 8        | 41    | Ivan Dodig Chan Hao-Ching       | Første runde    |

#### Wildcards
Seks par modtog et wildcard til turneringen.
| Par                          | Resultat        |
| ---------------------------- | --------------- |
| Julian Cash Maia Lumsden     | Første runde    |
| Lloyd Glasspool Harriet Dart | Første runde    |
| Luke Johnson Freya Christie  | Første runde    |
| Andy Murray Emma Raducanu    | Meldte afbud    |
| Henry Patten Olivia Nicholls | Anden runde     |
| Marcus Willis Alicia Barnett | Kvartfinalister |

### Resultater
| Matthew Ebden |
| Ellen Perez   |

| Andrés Molteni |
| Asia Muhammad  |

| Andrés Molteni |
| Asia Muhammad  |

| Santiago González |
| Giuliana Olmos    |

| Santiago González |
| Giuliana Olmos    |

| Luke Johnson   |
| Freya Christie |

| Santiago González |
| Giuliana Olmos    |

| Marcelo Arévalo |
| Zhang Shuai     |

| Marcus Willis  |
| Alicia Barnett |

| Rajeev Ram     |
| Katie Volynets |

| Rajeev Ram     |
| Katie Volynets |

| Marcus Willis  |
| Alicia Barnett |

| Marcus Willis  |
| Alicia Barnett |

| Ivan Dodig     |
| Chan Hao-Ching |

| Santiago González |
| Giuliana Olmos    |

| Mate Pavić        |
| Ljudmyla Kitjenok |

| Máximo González |
| Ulrikke Eikeri  |

| Charles Broom  |
| Emily Appleton |

| Mate Pavić        |
| Ljudmyla Kitjenok |

| Máximo González |
| Ulrikke Eikeri  |

| Máximo González |
| Ulrikke Eikeri  |

| Jean-Julien Rojer     |
| Bethanie Mattek-Sands |

| Máximo González |
| Ulrikke Eikeri  |

| Nathaniel Lammons |
| Ena Shibahara     |

| Nathaniel Lammons |
| Ena Shibahara     |

| Max Purcell       |
| Dajana Jastremska |

| Nathaniel Lammons |
| Ena Shibahara     |

| Jackson Withrow |
| Aldila Sutjiadi |

| Jackson Withrow |
| Aldila Sutjiadi |

| Andrea Vavassori |
| Sara Errani      |

| Santiago González |
| Giuliana Olmos    |

| Jan Zieliński |
| Hsieh Su-Wei  |

| Jan Zieliński |
| Hsieh Su-Wei  |

| Hugo Nys     |
| Demi Schuurs |

| Jan Zieliński |
| Hsieh Su-Wei  |

| Joe Salisbury  |
| Heather Watson |

| Joe Salisbury  |
| Heather Watson |

| Sander Gillé    |
| Nadija Kitjenok |

| Jan Zieliński |
| Hsieh Su-Wei  |

| Nicolás Barrientos |
| Miyu Kato          |

| Jamie Murray    |
| Taylor Townsend |

| Jamie Murray    |
| Taylor Townsend |

| Jamie Murray    |
| Taylor Townsend |

| Kevin Krawietz    |
| Aleksandra Panova |

| Kevin Krawietz    |
| Aleksandra Panova |

| Austin Krajicek |
| Laura Siegemund |

| Jan Zieliński |
| Hsieh Su-Wei  |

| Neal Skupski     |
| Desirae Krawczyk |

| Michael Venus  |
| Erin Routliffe |

| Rafael Matos  |
| Luisa Stefani |

| Neal Skupski     |
| Desirae Krawczyk |

| Lloyd Glasspool |
| Harriet Dart    |

| Fabrice Martin |
| Cristina Bucșa |

| Fabrice Martin |
| Cristina Bucșa |

| Neal Skupski     |
| Desirae Krawczyk |

| Julian Cash  |
| Maia Lumsden |

| Michael Venus  |
| Erin Routliffe |

| Henry Patten    |
| Olivia Nicholls |

| Henry Patten    |
| Olivia Nicholls |

| Harri Heliövaara   |
| Gabriela Dabrowski |

| Michael Venus  |
| Erin Routliffe |

| Michael Venus  |
| Erin Routliffe |